# RAD6000
RAD6000 — радиационно-стойкий одноплатный компьютер, основанный на базе RISC-процессора RSC (1,1 млн транзисторов, архитектура POWER1), выпущенный подразделением IBM. Позже это подразделение стало частью BAE Systems.
RAD6000 были применены в ряде разработок NASA, министерства обороны США и коммерческих космических летательных аппаратах. На 2008 год их насчитывалось более 200, в том числе:
- марсоходы Opportunity и Spirit
- спускаемый космический аппарат Mars Pathfinder
- Deep Space 1 — экспериментальный автоматический космический аппарат
- Mars Polar Lander и Mars Climate Orbiter
- Mars Odyssey — орбитальный аппарат
- Spitzer космический телескоп
- MESSENGER автоматическая межпланетная станция для исследования Меркурия
- космические аппараты STEREO
- IMAGE (англ.) космический аппарат MIDEX
- Genesis и Stardust
- Phoenix посадочный модуль NASA для изучения Марса
- DAWN автоматическая межпланетная станция
- Обсерватория солнечной динамики

Компьютер имеет максимальную тактовую частоту 33 МГц и быстродействие около 35 MIPS.
На плате установлено 128 МБ оперативной памяти с ECC. Обычно на этом компьютере работает ОСРВ VxWorks. Частота процессора может устанавливаться в 2.5, 5, 10 или 20 МГц.
Стоимость за единицу составляет от 200 до 300 тысяч долларов США. Выпускаются с 1996 года.